# Welby, Colorado
Welby är en ort (CDP) i Adams County, i delstaten Colorado, USA. Enligt United States Census Bureau har orten en folkmängd på 14 846 invånare (2010) och en landarea på 9,6 km².